# Christian Wohlfrom
Christian Wohlfrom (død 28. april 1762 på Frederiks Hospital i København) var en dansk personalhistorisk forfatter.
Om Wohlfroms ydre livsskæbne er kun lidet kendt; hverken Jens Worm, Rasmus Nyerup eller andre forfattere ved at berette noget om hans personlige forhold. Han var i en længere årrække taffeldækker hos gehejmeråd Carl Christian von Gram , fik, som han siger, "i sine Fritimer Lyst til at læse og samle, hvad han i Historien fandt mærkværdigt, og havde ved at bo saa nær ved Frederiksborg Slot Lejlighed til at samle Riddernes Navne og Symbola". 1757 udgav han Samling over Ridderne af Elefant- og Danebrogsorden 1660-1757, der udkom i dansk og tysk udgave, udstyret med kobberstukne portrætter (af Jonas Haas) af Christian III og de følgende oldenborgske konger. 1762 udgav han Kompendium over de i Live værende høje Herrer af Elefant- og Danebrogsordenen for 1762. Han døde på Frederiks Hospital 28. april samme år.
Hans arbejde fortsattes 1776 af P. Biørn, der i fortalen til sin bog omtaler, at der ingen eksemplarer mere er at få af Wohlfroms skrift, og at mangfoldige symbola i samme er urigtige og fulde af fejl. Wohlfrom, der i sine sidste leveår boede på Frederiksborg Ladegård, efterlod sig enken Anna Lucie von Erden i trange kår.